# Європейські партії
Європейські партії (англ. European Parties)
Договір про заснування Європейської Спільноти (стаття 191) відзначає, що “політичні партії загальноєвропейського рівня важливі, як чинник інтеграції в Союзі. Вони роблять внесок у формування європейської свідомості. Крім того в статті говориться, що Рада має виробити положення, які регламентували б діяльність загальноєвропейських партій, зокрема, їхнє фінансування. В листопаді 2003 року вперше з’явилась постанова, яка дала визначення поняттю «європейська партія» (political party at European level) і сформулювала умови фінансування таких партій з бюджету ЄС. Європейська партія має бути представлена у парламентських асамблеях щонайменше чверті держав-членів, отримати в цих країнах щонайменше 3% голосів на останніх парламентських виборах і дотримуватись у своїх програмах базових принципів Європейського Союзу, а саме: свобода, демократія, повага до прав людини і основних свобод, верховенство права. Наразі є п’ять європейських партій: Європейська народна партія, Партія європейських соціалістів, Європейські ліберали, Європейська партія зелених та Європейський вільний альянс (націоналістичних і регіоналістських партій)
Бюджет ЄС на фінансування європейських партій становить 8,4 мільйони євро щорічно. Принципи розподілу цих коштів чітко визначені у постанові  Європейського Парламенту та Ради про європейські політичні партії та правила їх фінансування.